# Boels Rental Ladies Tour 2017
20. edycja kobiecego, etapowego wyścigu kolarskiego Holland Ladies Tour - oficjalnie Boels Rental Ladies Tour - odbyła się w dniach 29 sierpnia - 3 września 2017 roku w Holandii. Liczyła sześć etapów o łącznym dystansie 576,9 km.
Boels Rental Ladies Tour był dziewiętnastym w sezonie wyścigiem cyklu UCI Women’s World Tour, będącym serią najbardziej prestiżowych zawodów kobiecego kolarstwa.

## Etapy
| Etap   | Data        | Start – Meta                    | km    | Typ         | Zwycięzca etapu      | Lider                |
| ------ | ----------- | ------------------------------- | ----- | ----------- | -------------------- | -------------------- |
| Prolog | 29 sierpnia | Wageningen – Wageningen         | 4,3   | ITT         | Annemiek van Vleuten | Annemiek van Vleuten |
| 2.     | 30 sierpnia | Eibergen – Arnhem               | 132,8 | Płaski      | Kirsten Wild         | Annemiek van Vleuten |
| 3.     | 31 sierpnia | Roosendaal – Roosendaal         | 16,9  | ITT         | Annemiek van Vleuten | Annemiek van Vleuten |
| 4.     | 1 września  | Gennep – Weert                  | 121,4 | Płaski      | Lisa Brennauer       | Annemiek van Vleuten |
| 5.     | 2 września  | Stramproy – Vaals               | 141,8 | Pagórkowaty | Anna van der Breggen | Annemiek van Vleuten |
| 6.     | 3 września  | Sittard-Geleen – Sittard-Geleen | 159,7 | Pagórkowaty | Janneke Ensing       | Annemiek van Vleuten |

### Prolog – 29.08: Wageningen – 4,3 km
| #   | Zawodnik             | Zespół              | Czas   |
| --- | -------------------- | ------------------- | ------ |
| 1.  | Annemiek van Vleuten | Orica-Scott         | 5' 47" |
| 2.  | Ellen van Dijk       | Team Sunweb         | + 5"   |
| 3.  | Lisa Brennauer       | Canyon-SRAM         | + 11"  |
|     |                      |                     |        |
| 19. | Katarzyna Niewiadoma | WM3 Pro Cycling     | + 27"  |
| 56. | Małgorzata Jasińska  | Cylance Pro Cycling | + 43"  |

| #   | Zawodnik             | Zespół              | Czas   |
| --- | -------------------- | ------------------- | ------ |
| 1.  | Annemiek van Vleuten | Orica-Scott         | 5' 47" |
| 2.  | Ellen van Dijk       | Team Sunweb         | + 5"   |
| 3.  | Lisa Brennauer       | Canyon-SRAM         | + 11"  |
|     |                      |                     |        |
| 19. | Katarzyna Niewiadoma | WM3 Pro Cycling     | + 27"  |
| 56. | Małgorzata Jasińska  | Cylance Pro Cycling | + 43"  |

### Etap 2 – 30.08: Eibergen - Arnhem – 132,8 km
| #   | Zawodnik                  | Zespół              | Czas       |
| --- | ------------------------- | ------------------- | ---------- |
| 1.  | Kirsten Wild              | Cylance Pro Cycling | 3h 18' 48" |
| 2.  | Maria Giulia Confalonieri | Lensworld–Kuota     | + 0"       |
| 3.  | Lisa Brennauer            | Canyon-SRAM         | + 0"       |
|     |                           |                     |            |
| 46. | Katarzyna Niewiadoma      | WM3 Pro Cycling     | + 0"       |
| 62. | Małgorzata Jasińska       | Cylance Pro Cycling | + 0"       |

| #   | Zawodnik             | Zespół              | Czas       |
| --- | -------------------- | ------------------- | ---------- |
| 1.  | Annemiek van Vleuten | Orica-Scott         | 3h 24' 35" |
| 2.  | Ellen van Dijk       | Team Sunweb         | + 5"       |
| 3.  | Lisa Brennauer       | Canyon-SRAM         | + 7"       |
|     |                      |                     |            |
| 20. | Katarzyna Niewiadoma | WM3 Pro Cycling     | + 27"      |
| 56. | Małgorzata Jasińska  | Cylance Pro Cycling | + 43"      |

### Etap 3 – 31.08: Roosendaal - Roosendaal – 16,9 km
| #   | Zawodnik             | Zespół                 | Czas     |
| --- | -------------------- | ---------------------- | -------- |
| 1.  | Annemiek van Vleuten | Orica-Scott            | 22' 12"  |
| 2.  | Ellen van Dijk       | Team Sunweb            | + 4"     |
| 3.  | Linda Villumsen      | Team VéloCONCEPT Women | + 26"    |
|     |                      |                        |          |
| 20. | Katarzyna Niewiadoma | WM3 Pro Cycling        | + 1' 22" |
| 47. | Małgorzata Jasińska  | Cylance Pro Cycling    | + 2' 20" |

| #   | Zawodnik             | Zespół              | Czas       |
| --- | -------------------- | ------------------- | ---------- |
| 1.  | Annemiek van Vleuten | Orica-Scott         | 3h 46' 47" |
| 2.  | Ellen van Dijk       | Team Sunweb         | + 9"       |
| 3.  | Lisa Brennauer       | Canyon-SRAM         | + 40"      |
|     |                      |                     |            |
| 20. | Katarzyna Niewiadoma | WM3 Pro Cycling     | + 1' 49"   |
| 48. | Małgorzata Jasińska  | Cylance Pro Cycling | + 3' 03"   |

### Etap 4 – 01.09: Gennep - Weert – 121,4 km
| #   | Zawodnik             | Zespół                             | Czas       |
| --- | -------------------- | ---------------------------------- | ---------- |
| 1.  | Lisa Brennauer       | Canyon–SRAM                        | 2h 57' 42" |
| 2.  | Chloe Hosking        | Alé–Cipollini                      | + 0"       |
| 3.  | Roxane Fournier      | FDJ Nouvelle-Aquitaine Futuroscope | + 0"       |
|     |                      |                                    |            |
| 28. | Katarzyna Niewiadoma | WM3 Pro Cycling                    | + 0"       |
| 59. | Małgorzata Jasińska  | Cylance Pro Cycling                | + 8"       |

| #   | Zawodnik             | Zespół              | Czas       |
| --- | -------------------- | ------------------- | ---------- |
| 1.  | Annemiek van Vleuten | Orica-Scott         | 6h 44' 29" |
| 2.  | Ellen van Dijk       | Team Sunweb         | + 9"       |
| 3.  | Lisa Brennauer       | Canyon-SRAM         | + 30"      |
|     |                      |                     |            |
| 17. | Katarzyna Niewiadoma | WM3 Pro Cycling     | + 1' 49"   |
| 52. | Małgorzata Jasińska  | Cylance Pro Cycling | + 3' 11"   |

### 5. etap – 02.09: Stramproy - Vaals – 141,8 km
| #   | Zawodnik             | Zespół              | Czas       |
| --- | -------------------- | ------------------- | ---------- |
| 1.  | Anna van der Breggen | Boels-Dolmans       | 3h 44' 27" |
| 2.  | Annemiek van Vleuten | Orica-Scott         | + 0"       |
| 3.  | Amy Pieters          | Boels-Dolmans       | + 48"      |
|     |                      |                     |            |
| 17. | Katarzyna Niewiadoma | WM3 Pro Cycling     | + 48"      |
| 32. | Małgorzata Jasińska  | Cylance Pro Cycling | + 2' 52"   |

| #   | Zawodnik             | Zespół              | Czas        |
| --- | -------------------- | ------------------- | ----------- |
| 1.  | Annemiek van Vleuten | Orica-Scott         | 10h 28' 50" |
| 2.  | Anna van der Breggen | Boels-Dolmans       | + 43"       |
| 3.  | Ellen van Dijk       | Team Sunweb         | + 1' 03"    |
|     |                      |                     |             |
| 11. | Katarzyna Niewiadoma | WM3 Pro Cycling     | + 2' 43"    |
| 30. | Małgorzata Jasińska  | Cylance Pro Cycling | + 6' 09"    |

### 6. etap – 03.09: Sittard-Geleen - Sittard-Geleen – 159,7 km
| #   | Zawodnik             | Zespół              | Czas       |
| --- | -------------------- | ------------------- | ---------- |
| 1.  | Janneke Ensing       | Alé Cipollini       | 4h 11' 57" |
| 2.  | Lucinda Brand        | Team Sunweb         | + 30"      |
| 3.  | Katarzyna Niewiadoma | WM3 Pro Cycling     | + 35"      |
|     |                      |                     |            |
| 31. | Małgorzata Jasińska  | Cylance Pro Cycling | + 1' 10"   |

| #   | Zawodnik             | Zespół              | Czas        |
| --- | -------------------- | ------------------- | ----------- |
| 1.  | Annemiek van Vleuten | Orica-Scott         | 14h 41' 57" |
| 2.  | Anna van der Breggen | Boels-Dolmans       | + 43"       |
| 3.  | Ellen van Dijk       | Team Sunweb         | + 1' 03"    |
|     |                      |                     |             |
| 7.  | Katarzyna Niewiadoma | WM3 Pro Cycling     | + 2' 04"    |
| 29. | Małgorzata Jasińska  | Cylance Pro Cycling | + 6' 09"    |

## Liderzy klasyfikacji po etapach
| Etap                 | Zwycięzca            | Klasyfikacja generalna | Klasyfikacja punktowa | Klasyfikacja górska | Klasyfikacja sprinterska | Klasyfikacja młodzieżowa | Klasyfikacja drużynowa |
| -------------------- | -------------------- | ---------------------- | --------------------- | ------------------- | ------------------------ | ------------------------ | ---------------------- |
| P                    | Annemiek van Vleuten | Annemiek van Vleuten   | Annemiek van Vleuten  | nie klasyfikowano   | nie klasyfikowano        | Floortje Mackaij         | Canyon-SRAM            |
| 2                    | Kirsten Wild         | Annemiek van Vleuten   | Ellen van Dijk        | Nathalie van Gogh   | Winanda Spoor            | Floortje Mackaij         | Canyon-SRAM            |
| 3                    | Annemiek van Vleuten | Annemiek van Vleuten   | Ellen van Dijk        | Nathalie van Gogh   | Winanda Spoor            | Karlijn Swinkels         | Canyon-SRAM            |
| 4                    | Lisa Brennauer       | Annemiek van Vleuten   | Lisa Brennauer        | Nathalie van Gogh   | Winanda Spoor            | Karlijn Swinkels         | Canyon-SRAM            |
| 5                    | Anna van der Breggen | Annemiek van Vleuten   | Annemiek van Vleuten  | Anouska Koster      | Winanda Spoor            | Demi de Jong             | Boels-Dolmans          |
| 6                    | Janneke Ensing       | Annemiek van Vleuten   | Lisa Brennauer        | Alexis Ryan         | Winanda Spoor            | Demi de Jong             | Boels-Dolmans          |
| Klasyfikacja końcowa | Klasyfikacja końcowa | Annemiek van Vleuten   | Lisa Brennauer        | Alexis Ryan         | Winanda Spoor            | Demi de Jong             | Boels-Dolmans          |

## Klasyfikacje końcowe

### Klasyfikacja generalna
|     | Zawodnik             | Zespół                 | Czas        |
| --- | -------------------- | ---------------------- | ----------- |
| 1   | Annemiek van Vleuten | Orica-Scott            | 14h 41' 57" |
| 2   | Anna van der Breggen | Boels-Dolmans          | + 43"       |
| 3   | Ellen van Dijk       | Team Sunweb            | + 1' 03"    |
| 4   | Lisa Brennauer       | Canyon-SRAM            | + 1' 24"    |
| 5   | Linda Villumsen      | Team VéloCONCEPT Women | + 1' 49"    |
|     |                      |                        |             |
| 7.  | Katarzyna Niewiadoma | WM3 Pro Cycling        | + 2' 04"    |
| 29. | Małgorzata Jasińska  | Cylance Pro Cycling    | + 6' 09"    |

### Klasyfikacja punktowa
| M-ce | Zawodnik             | Zespół          | Punkty |
| ---- | -------------------- | --------------- | ------ |
| 1.   | Lisa Brennauer       | Canyon-SRAM     | 79     |
| 2.   | Annemiek van Vleuten | Orica-Scott     | 77     |
| 3.   | Anna van der Breggen | Boels-Dolmans   | 58     |
|      |                      |                 |        |
| 16.  | Katarzyna Niewiadoma | WM3 Pro Cycling | 16     |

### Klasyfikacja górska
| M-ce | Zawodnik             | Zespół                      | Punkty |
| ---- | -------------------- | --------------------------- | ------ |
| 1.   | Alexis Ryan          | Canyon-SRAM                 | 23     |
| 2.   | Natalie van Gogh     | Parkhotel Valkenburg–Destil | 16     |
| 3.   | Katarzyna Niewiadoma | WM3 Pro Cycling             | 10     |
|      |                      |                             |        |
| 15.  | Małgorzata Jasińska  | Cylance Pro Cycling         | 1      |

### Klasyfikacja młodzieżowa
| M-ce | Zawodnik           | Zespół                      | Czas        |
| ---- | ------------------ | --------------------------- | ----------- |
| 1.   | Demi de Jong       | Parkhotel Valkenburg–Destil | 14h 48' 43" |
| 2.   | Pernille Mathiesen | Team VéloCONCEPT Women      | + 45"       |
| 3.   | Amalie Dideriksen  | Boels-Dolmans               | + 11' 25"   |

### Klasyfikacja drużynowa
| M-ce | Zespół        | Czas        |
| ---- | ------------- | ----------- |
| 1.   | Boels-Dolmans | 44h 11' 02" |
| 2.   | Canyon-SRAM   | + 1' 06"    |
| 3.   | Wiggle High5  | + 3' 14"    |